# Праело (Империја)
Праело је насеље у Италији у округу Империја, региону Лигурија.
Према процени из 2011. у насељу је живело 17 становника. Насеље се налази на надморској висини од 268 м.